# China Eastern Airlines
China Eastern Airlines Corporation Limited (xinès: {{{1}}}, coneguda col·loquialment com a 东航/東航) és una aerolínia xinesa amb seu central al China Eastern Airlines Building, a les instal·lacions de l'Aeroport Internacional de Xangai-Hongqiao. Es tracta d'una de les principals aerolínies de la Xina, amb rutes regionals, nacionals i internacionals. Les seves bases principals són l'Aeroport Internacional de Xangai-Pudong i l'Aeroport Internacional de Xangai-Hongqiao.
China Eastern Airlines és la segona aerolínia de la Xina en nombre de passatgers. China Eastern i la seva filial Shanghai Airlines es convertiren en el 14è membre de SkyTeam el 21 de juny del 2011. L'empresa matriu de China Eastern Airlines Corporation Limited és China Eastern Air Holding Company.